# Поташники
Поташники (пол. Potaszniki) — село в Польщі, у гміні Ґужно Ґарволінського повіту Мазовецького воєводства.
Населення — 117 осіб (2011).
У 1975-1998 роках село належало до Седлецького воєводства.

## Демографія
Демографічна структура станом на 31 березня 2011 року:
|          | Загалом | Допрацездатний вік | Працездатний вік | Постпрацездатний вік |
| -------- | ------- | ------------------ | ---------------- | -------------------- |
| Чоловіки | 61      | 15                 | 40               | 6                    |
| Жінки    | 56      | 16                 | 33               | 7                    |
| Разом    | 117     | 31                 | 73               | 13                   |